# Leonid Burjak
Leonid Iosifovytj Burjak (ukrainska: Леонід Йосилович Буряк), född den 10 juli 1953 i Odessa, Ukrainska SSR, Sovjetunionen, är en sovjetisk fotbollsspelare som tog OS-brons i fotbollsturneringen vid de olympiska sommarspelen 1976 i Montréal.